# 高等教育出版社
高等教育出版社，簡稱高教社，是一家直属于中华人民共和国教育部的专业教育出版机构，成立于1954年5月1日，主要出版高等教育、职业教育、成人及社会教育等教育类、专业类、科技类出版物。ISBN代码为978-7-04。

## 歷史
1954年4月28日，政务院文化教育委员会批復中央人民政府高等教育部與中央人民政府出版總署，同意成立高等教育出版社。
1954年5月1日，在商務印書館進行公私合營的基礎上，高等教育出版社成立於北京市宣武区琉璃廠170號，邓小平题写社名。
1954年5月17日，中央人民政府高等教育部發文，任命武劍西擔任高等教育出版社首任社長兼總編輯。
1958年4月，高等教育出版社搬遷至北京市西城区承恩胡同7號。
1960年1月7日，中华人民共和国国务院總理周恩來簽署任命書，任命武劍西擔任人民教育出版社副社長。
1960年4月，高等教育出版社搬遷至北京市東城區景山東街45號（今沙灘後街55號）。
1960年4月1日，隨著中央人民政府高等教育部與中央人民政府教育部的合併，高等教育出版社與人民教育出版社合併為人民教育出版社。
1965年1月1日，隨著中华人民共和国高等教育部與中华人民共和国教育部分立，高等教育出版社與人民教育出版社分立。
1966年5月，文化大革命全面爆发，高等教育出版社被迫停止编辑、出版業務。
1972年1月，中华人民共和国教育部與人民教育出版社一起被撤銷。
1972年8月7日，在周恩來的關心下，高等教育出版社與人民教育出版社合併重建。
1983年3月9日，中华人民共和国文化部函復中华人民共和国教育部，同意高等教育出版社恢復獨立建制。
1985年4月，高等教育出版社在上海市成立上海出版分部。
1987年9月，高等教育出版社照相排版中心正式投產。
1988年7月，高等教育出版社印刷廠在天津市河東區萬新村奠基。
1988年10月，中央教育電影洗印廠與高等教育出版社合併，高等教育出版社於中央教育電影洗印廠原址成立分部。
2003年4月，高等教育出版社搬遷至北京市西城区德外大街4号。
2004年，高等教育出版社成立法务部，打擊盜版。
2006年4月，高等教育出版社啟用北京市朝阳区惠新东街4号富盛大厦辦公區。
2010年1月，高等教育出版社啟用位於北京市大興區的物流中心。
2010年12月18日，中国教育出版传媒集团有限公司成立，高等教育出版社成为其核心成员单位之一。
2011年11月，高等教育出版社重組改制為高等教育出版社有限公司。
2015年6月11日，高等教育出版社与华中师范大学签署战略合作协议。2015年6月18日，高等教育出版社61周年社慶，社长苏雨恒、党委书记宋永刚與总编辑杨祥共同启动两大电子商务平台：“高教社网上书城”（www.landraco.com）與“高教社天猫旗舰店”（gdjycbs.tmall.com）。